# Gondomar
Gondomar é uma cidade portuguesa localizada na sub-região da Área Metropolitana do Porto, pertencendo à região do Norte e ao distrito do Porto.
É sede do Município de Gondomar que tem uma área total de 131,86 km2, 164 257 habitantes em 2021 e uma densidade populacional de 1 246 hab./km2, subdividido em 7 freguesias. O município é limitado a oeste pelo município do Porto, a sudoeste por Vila Nova de Gaia, a nordeste por Valongo e Paredes, a noroeste pela Maia, a sudeste por Penafiel e Castelo de Paiva e a sul por Arouca e Santa Maria da Feira.

## Definição
O ex-líbris da cidade, o Monte Crasto, constitui uma fortaleza natural num terreno elevado, com 194 metros de altitude, tornando-se assim um dos principais miradouros do município, de onde se podem alcançar vistas deslumbrantes sobre o rio Douro e sobre os municípios de Gondomar, Porto e Vila Nova de Gaia.
O Douro influencia a gastronomia do concelho onde o sável e a lampreia são os seus produtos mais emblemáticos.
Para além destes segmentos, destaca-se o riquíssimo património cultural e as tradições onde se mantêm as ancestrais artes de trabalhar a filigrana e a talha. A ourivesaria é a atividade principal do concelho. Dada a tradição dos gondomarenses, esta é a arte que melhor caracteriza Gondomar, valendo-lhe o título de "Capital da Ourivesaria".

## Geografia
O município de Gondomar é atravessado ou banhado pelos Rio Douro, Rio Tinto, Rio Torto, Rio Sousa e Rio Ferreira. O destaque vai para o Rio Douro que ao longo das suas margens conta com uma extensão de aproximadamente 37 km. Este importante recurso confere-lhe fortes potencialidades turísticas ao nível do Turismo Náutico e da Natureza. Neste contexto sobressaem as praias fluviais que, pelo seu enquadramento paisagístico ímpar, se afirmam como polos de grande atratividade na época balnear, contando assim com a Praia da Lomba, a Praia de Zebreiros, a Praia de Melres e a Praia de Marecos. Além das praias, Gondomar também possui no seu território paisagens lindíssimas no contexto de serras.
Os municípios de Gondomar, Valongo e Paredes formaram a associação do Parque das Serras do Porto, onde se espera a requalificação de uma vasta área de cerca de 6 mil hectares, nas Serras de Santa Justa, Pias, Castiçal, Flores, Santa Iria e Banjas, formando assim o maior "pulmão verde" da Área Metropolitana do Porto.

## História
Gondomar, o seu nome tem ressonâncias históricas. Entre outras versões, a denominação "Gondomar" é atribuída ao rei visigodo Gundemaro ou ‘Gundemarus’ (mais precisamente do seu genitivo, ‘Gundemari’), constituído pelas palavras góticas "gunthi" (luta) e "marhs" (cavalo) que, em 610 teria aqui fundado um couto. Vários achados revelam as velhas raízes da vivência humana neste local desde a pré-história. A exploração das minas de ouro nas regiões próximas e a posição estratégica do "Castro" comprovam a permanência dos romanos nestas terras. Apesar de não haver vestígios dos cavaleiros visigóticos, Gondomar recebeu o primeiro foral em 1193, de D. Sancho I que, mais tarde, foi confirmado pelo rei D. Afonso II através das Inquirições. O monarca "fez honra de Gondomar" a D. Soeiro Reymondo, que aqui tinha um solar.
No reinado de D. Manuel I foi outorgado o segundo foral ao "Município de Gondomar", em 1514. Também estas férteis terras foram doadas a D. Margarida de Vilhena, concedendo-lhes direitos de renda, foros, etc. Nos séculos seguintes o "julgado de Gondomar" não enquadrou sempre as actuais freguesias. Ao longo dos anos diversas modificações do estatuto e demarcações de algumas localidades - Melres Rio Tinto, Lomba e São Pedro da Cova - fizeram variar a forma do concelho. Se bem que fossem integradas as referidas freguesias com todas as suas potencialidades, ao concelho já pertenceram Avintes - hoje ligada à cidade de Vila Nova de Gaia - e Campanhã - freguesia do Porto fronteiriça com os limites de Gondomar.
Data de 1868 a incorporação no concelho das freguesias de São Cosme, Valbom, Rio Tinto, Fânzeres, São Pedro da Cova, Jovim, Foz do Sousa, Covelo, Medas, Melres e Lomba. Formalmente, só em 1927 a sede do concelho - São Cosme - foi confirmada como Vila de Gondomar, mediante pedido à presidência da República. Em 1985 foi promulgada a lei de criação da Freguesia de Baguim do Monte, em 1991 Gondomar ascende a cidade, o mesmo acontecendo com Rio Tinto, em 1995. Valbom ascendeu à categoria de cidade em janeiro de 2005.

## Escudo de armas
Armas: de negro, com o coração de filigrana de ouro esmaltado de azul, acompanhado por uma grinalda de oito espigas de trigo de ouro, sustidas e folhadas do mesmo. Coroa mural de prata de cinco torres, Lintel branco com os dizeres "Município de Gondomar" em negro.

## Bandeira
Gironada de oito peças de amarelo e azul. Cordão e borlas de ouro e de azul. Haste e lança douradas.

## Selo
Circular, tendo ao centro as peças das armas sem indicação dos esmaltes. Em volta, dentro de círculos concêntricos, os dizeres "Município de Gondomar". Como os esmaltes principais das armas são de ouro e azul, a bandeira é amarela (que corresponde ao ouro) e azul. Quando destinada a cortejos e outras cerimónias, a bandeira é de seda bordada e deve ter a área de um metro quadrado; quando é para arvorar, é de fiel e terá as dimensões julgadas necessárias, podendo deixar de incluir a representação das armas. O negro indicado para o campo das armas, e o esmalte que na heráldica simboliza a terra e significa firmeza, obediência, honestidade e cortesia.
O coração de filigrana, representando as indústrias locais e significando o sentimento artístico com que esta indústria é executada em Gondomar, é de ouro, metal que alude ao nome da cidade e é o mais rico da heráldica e que significa nobreza, fé, sabedoria, fidelidade, constância, poder e liberdade. O coração é esmaltado de azul e o esmalte significa zelo, lealdade e caridade.
A grinalda das espigas de trigo, simbolizando a riqueza agrícola regional, é de ouro, cujo significado já foi descrito.

## Evolução demográfica
★ Os Recenseamentos Gerais da população portuguesa, regendo-se pelas orientações internacionais da época (Congresso Internacional de Estatística de Bruxelas de 1853), tiveram lugar a partir de 1864.

| Número de habitantes | Número de habitantes | Número de habitantes | Número de habitantes | Número de habitantes | Número de habitantes | Número de habitantes | Número de habitantes | Número de habitantes | Número de habitantes | Número de habitantes | Número de habitantes | Número de habitantes | Número de habitantes | Número de habitantes | Número de habitantes |
| -------------------- | -------------------- | -------------------- | -------------------- | -------------------- | -------------------- | -------------------- | -------------------- | -------------------- | -------------------- | -------------------- | -------------------- | -------------------- | -------------------- | -------------------- | -------------------- |
| 1864                 | 1878                 | 1890                 | 1900                 | 1911                 | 1920                 | 1930                 | 1940                 | 1950                 | 1960                 | 1970                 | 1981                 | 1991                 | 2001                 | 2011                 | 2021                 |
| 21 834               | 24 295               | 31 142               | 32 428               | 38 251               | 41 818               | 49 758               | 61 755               | 71 058               | 84 599               | 105 075              | 130 751              | 143 178              | 159 096              | 168 027              | 164 257              |

(Obs.: Número de habitantes "residentes", ou seja, que tinham a residência oficial neste município à data em que os censos  se realizaram.)
| Número de habitantes por Grupo Etário | Número de habitantes por Grupo Etário | Número de habitantes por Grupo Etário | Número de habitantes por Grupo Etário | Número de habitantes por Grupo Etário | Número de habitantes por Grupo Etário | Número de habitantes por Grupo Etário | Número de habitantes por Grupo Etário | Número de habitantes por Grupo Etário | Número de habitantes por Grupo Etário | Número de habitantes por Grupo Etário | Número de habitantes por Grupo Etário | Número de habitantes por Grupo Etário | Número de habitantes por Grupo Etário |
| ------------------------------------- | ------------------------------------- | ------------------------------------- | ------------------------------------- | ------------------------------------- | ------------------------------------- | ------------------------------------- | ------------------------------------- | ------------------------------------- | ------------------------------------- | ------------------------------------- | ------------------------------------- | ------------------------------------- | ------------------------------------- |
|                                       | 1900                                  | 1911                                  | 1920                                  | 1930                                  | 1940                                  | 1950                                  | 1960                                  | 1970                                  | 1981                                  | 1991                                  | 2001                                  | 2011                                  | 2021                                  |
| 0-14 Anos                             | 12 231                                | 14 425                                | 15 242                                | 17 978                                | 21 681                                | 23 030                                | 29 695                                | 36 095                                | 36 630                                | 29 938                                | 28 411                                | 25 845                                | 20 464                                |
| 15-24 Anos                            | 6 649                                 | 7 638                                 | 8 306                                 | 10 040                                | 11 025                                | 13 717                                | 13 655                                | 18 160                                | 24 290                                | 25 437                                | 23 641                                | 18 756                                | 17 759                                |
| 25-64 Anos                            | 12 074                                | 14 189                                | 16 043                                | 19 517                                | 25 384                                | 30 650                                | 36 737                                | 44 525                                | 60 384                                | 75 289                                | 94 065                                | 98 256                                | 90 939                                |
| = ou > 65 Anos                        | 1 290                                 | 1 621                                 | 1 684                                 | 1 989                                 | 2 605                                 | 3 485                                 | 4 512                                 | 6 295                                 | 9 447                                 | 12 514                                | 17 979                                | 25 170                                | 35 095                                |

(Obs: De 1900 a 1950 os dados referem-se à população "de facto", ou seja, que estava presente no município à data em que os censos se realizaram. Daí que se registem algumas diferenças relativamente à designada população residente)

## Ensino
O município de Gondomar possui cinco escolas secundárias públicas, duas privadas e duas básicas.
A Escola Secundária de Gondomar na freguesia de São Cosme, a Secundária de Rio Tinto na freguesia de Rio Tinto, a Escola Secundária de S. Pedro da Cova na freguesia de São Pedro da Cova, a Escola Secundária de Valbom na freguesia de Valbom e a Escola Básica e Secundária À Beira Douro, na freguesia de Medas.Escola Básica de Gondomar(S.Cosme),Escola Básica de Jovim. Conta ainda com o Colégio Paulo VI e com o Colégio Camões.

## Política

### Eleições autárquicas[10]
| Data | %     | V     | %       | V       | %            | V            | %       | V       | %         | V         | %         | V         | %              | V    | %              | V       | %              | V  | %              | V      | %              | V   | %              | V   | %              | V   | %       | V       | %   | V   | %  | V  | %  | V  | %   | V   | %  | V  | Participação |                |
| Data | PS    | PS    | PPD/PSD | PPD/PSD | FEPU/APU/CDU | FEPU/APU/CDU | CDS-PP  | CDS-PP  | PCTP/MRPP | PCTP/MRPP | PCP (m-l) | PCP (m-l) | LCI            | LCI  | MDP/CDE        | MDP/CDE | AD             | AD | UDP/BE         | UDP/BE | PRD            | PRD | PSN            | PSN | GCE            | GCE | PSD-CDS | PSD-CDS | MPT | MPT | PH | PH | CH | CH | PAN | PAN | IL | IL | Participação |                |
| ---- | ----- | ----- | ------- | ------- | ------------ | ------------ | ------- | ------- | --------- | --------- | --------- | --------- | -------------- | ---- | -------------- | ------- | -------------- | -- | -------------- | ------ | -------------- | --- | -------------- | --- | -------------- | --- | ------- | ------- | --- | --- | -- | -- | -- | -- | --- | --- | -- | -- | ------------ | -------------- |
| Data | 1976  | 37,47 | 4       | 23,08   | 2            | 18,60        | 2       | 14,95   | 1         | 1,12      | -         | 1,09      | -              | 0,45 | -              | APU     | APU            |    |                |        |                |     |                |     |                |     |         |         |     |     |    |    |    |    |     |     |    |    |              | 70,87 / 100,00 |
| 1979 | 37,28 | 3     | AD      | AD      | 19,99        | 2            | AD      | AD      | 0,53      | -         |           |           |                |      | 38,97          | APU     | APU            | 4  | 1,08           | -      | 77,19 / 100,00 |     |                |     |                |     |         |         |     |     |    |    |    |    |     |     |    |    |              |                |
| 1982 | 38,34 | 4     | 31,43   | 3       | 20,74        | 2            | 6,75    | -       |           |           |           |           |                |      | 76,82 / 100,00 | APU     | APU            |    |                |        |                |     |                |     |                |     |         |         |     |     |    |    |    |    |     |     |    |    |              |                |
| 1985 | 36,24 | 4     | 31,89   | 3       | 18,76        | 2            | 4,05    | -       | 0,52      | -         | 5,96      | -         | 65,06 / 100,00 |      |                | APU     | APU            |    |                |        |                |     |                |     |                |     |         |         |     |     |    |    |    |    |     |     |    |    |              |                |
| 1989 | 31,24 | 4     | 27,29   | 3       | 13,71        | 2            | 10,01   | 1       | 11,71     | 1         | 0,52      | -         | 1,52           | -    | 59,90 / 100,00 |         |                |    |                |        |                |     |                |     |                |     |         |         |     |     |    |    |    |    |     |     |    |    |              |                |
| 1993 | 42,03 | 5     | 42,98   | 5       | 8,53         | 1            | 2,28    | -       |           |           | 0,45      | -         |                |      | 0,76           | -       | 67,25 / 100,00 |    |                |        |                |     |                |     |                |     |         |         |     |     |    |    |    |    |     |     |    |    |              |                |
| 1997 | 19,59 | 2     | 67,44   | 9       | 7,44         | -            | 1,45    | -       | 0,36      | -         | 0,20      | -         | 65,35 / 100,00 |      |                |         |                |    |                |        |                |     |                |     |                |     |         |         |     |     |    |    |    |    |     |     |    |    |              |                |
| 2001 | 25,36 | 3     | 59,17   | 7       | 7,66         | 1            | 2,74    | -       | BE        | BE        | BE        | BE        | 1,10           | -    |                |         | 57,85 / 100,00 |    |                |        |                |     |                |     |                |     |         |         |     |     |    |    |    |    |     |     |    |    |              |                |
| 2005 | 18,65 | 2     | CDS-PP  | CDS-PP  | 7,08         | -            | PPD/PSD | PPD/PSD | BE        | BE        | BE        | BE        | 3,37           | -    | 57,53          | 8       | 7,22           | 1  | 0,33           | -      | 0,23           | -   | 63,84 / 100,00 |     |                |     |         |         |     |     |    |    |    |    |     |     |    |    |              |                |
| 2009 | 29,33 | 4     | CDS-PP  | CDS-PP  | 5,87         | -            | PPD/PSD | PPD/PSD | BE        | BE        | BE        | BE        | 2,95           | -    | 42,75          | 5       | 15,31          | 2  |                |        |                |     | 61,02 / 100,00 |     |                |     |         |         |     |     |    |    |    |    |     |     |    |    |              |                |
| 2013 | 46,41 | 7     | CDS-PP  | CDS-PP  | 12,15        | 1            | PPD/PSD | PPD/PSD | BE        | BE        | BE        | BE        | 3,58           | -    |                |         | 22,13          | 3  | 50,50 / 100,00 |        |                |     |                |     |                |     |         |         |     |     |    |    |    |    |     |     |    |    |              |                |
| 2017 | 45,52 | 6     | CDS-PP  | CDS-PP  | 15,38        | 2            | PPD/PSD | PPD/PSD | BE        | BE        | BE        | BE        | 3,56           | -    | 19,90          | 2       | 11,03          | 1  | 56,15 / 100,00 |        |                |     |                |     |                |     |         |         |     |     |    |    |    |    |     |     |    |    |              |                |
| 2021 | 46,89 | 7     | CDS-PP  | CDS-PP  | 10,84        | 1            | PPD/PSD | PPD/PSD | BE        | BE        | BE        | BE        | 5,79           | -    |                |         | 21,58          | 3  | 4,00           | -      | 2,89           | -   | 2,73           | -   | 48,82 / 100,00 |     |         |         |     |     |    |    |    |    |     |     |    |    |              |                |

### Eleições legislativas
| Data | %     | %     | %     | %     | %     | %     | %        | %     | %    | %    | %     | %   | %       | % | %  | %  |  |
| Data | PS    | PSD   | PCP   | CDS   | UDP   | AD    | APU/ CDU | FRS   | PRD  | PSN  | BE    | PAN | PSD CDS | L | IL | CH |  |
| ---- | ----- | ----- | ----- | ----- | ----- | ----- | -------- | ----- | ---- | ---- | ----- | --- | ------- | - | -- | -- |  |
| Data | 1976  | 45,98 | 22,67 | 12,68 | 11,75 | 1,28  |          |       |      |      |       |     |         |   |    |    |  |
| 1979 | 34,97 | AD    | APU   | AD    | 1,79  | 37,64 | 21,35    |       |      |      |       |     |         |   |    |    |  |
| 1980 | FRS   | AD    | APU   | AD    | 1,29  | 39,56 | 17,81    | 35,51 |      |      |       |     |         |   |    |    |  |
| 1983 | 42,91 | 24,50 | APU   | 8,25  | PSR   |       | 19,98    |       |      |      |       |     |         |   |    |    |  |
| 1985 | 21,68 | 25,76 | APU   | 6,78  | 1,00  | 18,26 | 22,57    |       |      |      |       |     |         |   |    |    |  |
| 1987 | 26,04 | 46,87 | CDU   | 2,73  | 0,69  | 14,56 | 4,90     |       |      |      |       |     |         |   |    |    |  |
| 1991 | 32,91 | 48,16 | CDU   | 3,01  |       | 9,85  | 0,52     | 1,13  |      |      |       |     |         |   |    |    |  |
| 1995 | 46,43 | 35,17 | CDU   | 6,19  | 0,33  | 8,80  |          |       |      |      |       |     |         |   |    |    |  |
| 1999 | 48,32 | 30,90 | CDU   | 5,77  |       | 9,08  | 0,18     | 2,25  |      |      |       |     |         |   |    |    |  |
| 2002 | 42,72 | 35,87 | CDU   | 7,77  | 7,06  |       | 2,87     |       |      |      |       |     |         |   |    |    |  |
| 2005 | 49,28 | 24,11 | CDU   | 4,91  | 8,23  | 7,80  |          |       |      |      |       |     |         |   |    |    |  |
| 2009 | 40,93 | 25,72 | CDU   | 8,37  | 8,43  | 10,86 |          |       |      |      |       |     |         |   |    |    |  |
| 2011 | 32,01 | 35,20 | CDU   | 8,87  | 9,31  | 6,05  | 1,03     |       |      |      |       |     |         |   |    |    |  |
| 2015 | 33,27 | CDS   | CDU   | PSD   | 10,47 | 12,99 | 1,84     | 32,67 | 0,43 |      |       |     |         |   |    |    |  |
| 2019 | 37,21 | 26,04 | CDU   | 2,46  | 7,56  | 12,07 | 4,12     |       | 0,78 | 1,13 | 0,75  |     |         |   |    |    |  |
| 2022 | 44,99 | 27,63 | CDU   | 1,08  | 5,06  | 5,79  | 2,06     | 1,07  | 4,49 | 4,54 |       |     |         |   |    |    |  |
| 2024 | 32,28 | AD    | CDU   | AD    | 25,35 | 3,70  | 5,61     | 2,60  | 3,18 | 5,51 | 16,02 |     |         |   |    |    |  |

## Património
- Quinta de Montezelo
- Central de Captação de Água da Foz do Sousa
- Cavalete do Poço de São Vicente e instalação do Couto Mineiro
- Igreja Matriz de Gondomar ou Igreja de São Cosme e São Damião
- Quinta da Bandeirinha (Melres)
- Igreja Matriz de Rio Tinto - (Rio Tinto)

## Equipamentos públicos
- Auditório de Jovim
- Auditório Municipal
- Biblioteca Municipal de Gondomar
- Campo FC Ramalde
- Centro Hípico de Gondomar
- Centro Hípico de Jovim
- Centro Hípico de S. Pedro da Cova
- Estádio CR Ataense
- Estádio Gondomar SC
- Lugar do Desenho - Fundação Júlio Resende
- Multiusos Gondomar Coração de Ouro
- Parque das Serras do Porto
- Piscinas Municipais
- Pavilhão Gimnodesportivo de Baguim do Monte
- Pavilhão Gimnodesportivo de Jovim
- Pavilhão Gimnodesportivo de S. Pedro da Cova

## Freguesias

Freguesias do município de Gondomar.

O município de Gondomar está dividido em 7 freguesias:
- Baguim do Monte (Cidade de Rio Tinto)
- Fânzeres e São Pedro da Cova (Vila de Fânzeres e Vila de S. Pedro da Cova)
- Foz do Sousa e Covelo
- Gondomar (São Cosme), Valbom e Jovim (Cidade de Gondomar, Cidade de Valbom e Vila de Jovim)
- Lomba
- Melres e Medas (Vila de Melres)
- Rio Tinto (Cidade de Rio Tinto)

## Geminações
A cidade de Gondomar é geminada com as seguintes cidades:
- Feyzin, Ródano, França
- Gondomar, Galiza, Espanha
- Praia, Ilha de Santiago, Cabo Verde

## Transportes públicos
O concelho de Gondomar é servido por transportes públicos em grande parte das suas freguesias:
As freguesias de Rio Tinto, Fânzeres, São Cosme e São Pedro da Cova são servidos pelo operador público rodoviário STCP. As freguesias de Rio Tinto, Baguim do Monte e Fânzeres são servidas pela linha F do Metro do Porto
A empresa de transportes gondomarense (ETG) também serve grande parte dos gondomarenses.